# Andy Hunt (scrittore)
Andy Hunt, a volte indicato come Andrew Hunt (...), è un programmatore, informatico, saggista ed editore statunitense, editore di libri sullo sviluppo di software. È autore di The Pragmatic Programmer, altri dieci libri e molti articoli.
Lui e l'amico Dave Thomas hanno fondato la collana di libri per sviluppatori di software "Pragmatic Bookshelf" e la casa editrice The Pragmatic Programmers, LLC.

## Opere
- Conglommora Found, Andy Hunt, 2018, Cyclotron Press, ISBN 978-0999256022.
- Conglommora, Andy Hunt, 2017, Cyclotron Press, ISBN 978-0-9992560-1-5.
- The Pragmatic Programmer, Andrew Hunt and David Thomas, 1999, Addison Wesley, ISBN 0-201-61622-X.
- Programming Ruby: A Pragmatic Programmer's Guide, David Thomas and Andrew Hunt, 2000, Addison Wesley, ISBN 0-201-71089-7
- Pragmatic Version Control Using CVS, David Thomas and Andy Hunt, 2003, The Pragmatic Bookshelf, ISBN 0-9745140-0-4
- Pragmatic Unit Testing in Java with JUnit, Andy Hunt and David Thomas, 2003, The Pragmatic Bookshelf, ISBN 0-9745140-1-2
- Programming Ruby (2nd Edition), Dave Thomas, Chad Fowler, and Andrew Hunt, 2004, The Pragmatic Bookshelf, ISBN 0-9745140-5-5
- Pragmatic Unit Testing in C# with Nunit, Andy Hunt and David Thomas, 2004, The Pragmatic Bookshelf, ISBN 0-9745140-2-0
- Pragmatic Unit Testing in C# with Nunit, 2nd Edition, Andy Hunt and David Thomas with Matt Hargett, 2007, The Pragmatic Bookshelf, ISBN 978-0-9776166-7-1
- Practices of an Agile Developer, Venkat Subramaniam and Andy Hunt, 2006, The Pragmatic Bookshelf, ISBN 0-9745140-8-X
- Pragmatic Thinking and Learning: Refactor Your Wetware, Andy Hunt, 2008, The Pragmatic Bookshelf, ISBN 978-1-934356-05-0
- "Learn to Program using Minecraft Plugins with Bukkit", Andy Hunt, 2014, The Pragmatic Bookshelf, ISBN 978-1-93778-578-9
- "Learn to Program using Minecraft Plugins, 2nd Ed with CanaryMod", Andy Hunt, 2014, The Pragmatic Bookshelf, ISBN 978-1-94122-294-2